# Stima delle cave
Un terreno oltre che per le produzioni agricole può essere sfruttato anche per le produzioni del sottosuolo. I giacimenti sono quindi considerati una ricchezza della comunità e quindi il loro sfruttamento è regolato da leggi.
In Italia la legge inizia distinguendo le miniere (cioè quelle sfruttate per l'estrazione di materiali preziosi, metalloidi, combustibili, argille per porcellana, sostanze radioattive...), dalle cave (cioè quelle sfruttate per l'estrazione di torba, materiali per costruzioni edilizie, stradali e idrauliche...).
Le miniere fanno parte del patrimonio indisponibile dello stato e sono oggi amministrate dalle regioni, la cui concessione è però sempre temporanea e onerosa. Le cave invece sono considerate accessioni dei fondi e quindi appartengono al proprietario del suolo che ne ha la libera disponibilità e può procedere o meno alla loro coltivazione. La differenza viene comunque fatta attraverso una legge regionale.

## Metodo di stima

### Analitica
Il valore di una cava come bene fondiario comprende quello dell'area e delle sue dotazioni immobili e quello del giacimento. Mentre il valore della cava come azienda d'estrazione comprende anche il valore delle attrezzature mobili.
La stima del valore fondiario per le cave  in attività può essere eseguita analiticamente per capitalizzazione dei redditi; occorre un'indagine preliminare per stabilire la potenza del giacimento, cioè la quantità di materiale grezzo estraibili e la quantità di materiale grezzo annualmente estratto.
Si trae il numero di anni di possibile utilizzo della cava, si determinerà poi il reddito annuo netto ordinario della cava.
Determinato quindi il valore capitalizzabile e determinato un saggio, si stabilisce il valore fondiario della cava.
Per la determinazione del valore di stima con il metodo finanziario, una volta individuato il materiale oggetto di estrazione e la relativa quantità, così come contenuta nel piano di coltivazione concessionato, si applica la seguente formula
{\displaystyle Vc=(a{\frac {qn-1}{r}}+{\frac {b}{r}}+M-S{\frac {1}{q^{n}}})}
dove:
a = reddito annuo medio ritraibile in n anni
b = futuro Bf del terreno restituito a coltura agraria
S = spesa di ripristino del terreno
M = valore dei macchinari all’anno n

### Sintetica
La stima sintetica di una cava è possibile solo se sono noti i prezzi di alcune cave della zona e come parametro è utilizzabile la potenza del giacimento.
Al valore ordinario si devono poi infine fare aggiunte e detrazioni, tra le detrazioni si trovano spese straordinario mentre tra le più comuni aggiunte troviamo il valore di materiali già estratti e lavorati in attesa di vendita.
Se una cava è stata scoperta ma deve ancora essere attivata la sua stima si eseguirà a valore di trasformazione e i dati da determinare sono i seguenti:
- Il costo, riferito al momento della stima, degli investimenti fondiari necessari per impiantare la cava;
- Il numero di anni di attività della cava;
- Il reddito netto annuo posticipato della cava posta in funzione, determinabile come per le cave in attività;
- Il valore di mercato del fondo residuo al termine del periodo di coltivazione, che sarà anch'esso un valore di trasformazione, se la cava potrà poi essere adattata ad un diverso utilizzo;
- Il saggio di capitalizzazione valido per la cava;
- Il saggio d'interesse sul mercato finanziario.

## Indennità
Al proprietario che venga privato di una cava che sia stata riconosciuta di importanza economica per il paese spetta per legge un'indennità solo se la coltivazione è già stata iniziata o per lo meno avviata.
Il valore degli impianti e dei lavori eseguiti sarà da stimare a costo di riproduzione, mentre il valore dei materiali estratti verrà stimato sulla base del loro prezzo di vendita alla cava, al netto delle spese di allestimento e carico.